# 肯維爾 (新澤西州)
肯維爾（英語：Kenvil）是位於美國新澤西州摩里斯縣的普查規定居民點。

## 人口
根據2020年美國人口普查的數據，肯維爾的面積為3.51平方千米，當中陸地面積為3.07平方千米，而水域面積為0.43平方千米。當地共有人口1806人，而人口密度為每平方千米514.53人。